# Фратаминоре
Фратамино̀ре (на италиански: Frattaminore, до 1890 г. Pomigliano, Помиляно) е град и община в Южна Италия, провинция Неапол, регион Кампания. Разположен е на 36 m надморска височина. Населението на общината е 16 067 души (към 2010 г.).